# Dzintars Sproģis
Dzintars Sproģis (in russo Дзинтарс Айварович Спрогис?, Dzintars Ajvarovič Sprogis; Riga, 13 maggio 1971) è un ex calciatore lettone, di ruolo difensore.

## Carriera

### Club
Nato a Riga in epoca sovietica, Sproģis cominciò la carriera con la maglia del Latvija-molodežnaja Riga nel campionato regionale lettone del 1988; nello stesso anno debuttò nel campionato sovietico di calcio nel 1988, giocando per lo Zveynieks Liepāja in Vtoraja Liga, la terza serie. Passato l'anno successivo al RŠVSM-RAF Jelgava, sempre in Vtoraja Liga, ebbe anche la possibilità di esordire nella Pervaja Liga 1989 (seconda serie del campionato) con la maglia del Daugava Rīga. Nel biennio 1990-1991 giocò con il RAF Jelgava (nuovo nome del RASMS-RAF), nel frattempo retrocesso in Vtoraja Nizšaja Liga
Con la ritrovata indipendenza della Lettonia, giocò per il Kompar-Daugava nella rinata Virslīga. Nel gennaio del 1993 si trasferì per la prima volta all'estero, in Belgio, al Diest, club con cui disputò sei partite della Tweede klasse 1992-1993, seconda serie del campionato belga di calcio. Un anno più tardi, firmando per il DAG Riga, formazione ai vertici della Virslīga. Nel 1995 cominciò quindi la stagione con il ritorno al RAF Jelgava, per poi trasferirsi in Russia, al Kolos Krasnodar, club della Pervaja liga 1995 con cui retrocesse. Nel 1996, però, invece di scendere in terza serie, trovò ingaggio coll'Ėnergija-Tekstil'ščik Kamyšin, in Vysšaja Liga 1996, massima serie del campionato russo; debuttò in tale campionato il 2 marzo nella partita contro il Černomorec Novorossijsk valido per la prima giornata di campionato. Dopo aver collezionato appena sette presenze stagionali, finì col club al diciassettesimo posto, retrocedendo nuovamente.
Nel 1997 tornò quindi al Baltika Liepaja, nella massima serie lettone, mentre l'anno successivo giocò per il LU/Daugava Riga, sempre in massima serie. Con tale squadra debuttò nelle coppe europee: il 22 luglio 1999 giocò infatti da titolare la gara contro gli sloveni del Mura, valida per l'andata del primo turno di qualificazione alla Coppa UEFA 1998-1999. Col fallimento del suo club nel 1999 si trasferì al Rīga, club con cui vinse la Coppa di Lettonia 1999 e giocò altri due incontri nella Coppa UEFA 1999-2000 contro gli svedesi dell'Helsingborg. Col Rīga ebbe la possibilità di giocare tre stagioni consecutive di Virslīga. A inizio 2002 si trasferì in Kazakistan, al Qaisar, formazione di Qazaqstan Superliga 2002; debuttò in campionato il 1º maggio, disputando da titolare la partita contro l'Ertis valido per la seconda giornata. Già ad agosto, però, con appena sette presenze all'attivo, lasciò la formazione kazaka per fare ritorno al Rīga; qui concluse la sua carriera disputando la parte finale della Virslīga 2002, ottenendo una salvezza con il settimo posto finale.

### Nazionale
Sproģis ha totalizzato ventitre presenze in nazionale, senza reti realizzate, tra il 1992 e il 1998.
In realtà Sproģis aveva debuttato con la nazionale lettone il 16 novembre 1991 giocando la partita di Coppa del Baltico 1991 contro l'Estonia, in cui segnò anche il gol del temporaneo 1-0, disputando poi anche la seconda gara del torneo contro la Lituania, ma tali incontri non sono riconosciuti come ufficiali, in quanto si trattava di selezioni regionali interni all'Unione Sovietica.
Il "vero" debutto arrivò l'8 aprile contro la Romania, nell'amichevole che segnò il ritorno della nazionale lettone sulla scena internazionale dopo l'indipendenza. Il suo esordio in tornei internazionali FIFA avvenne, invece, il 12 agosto dello stesso anno, quando giocò contro la Lituania un incontro valido per le qualificazioni al campionato mondiale di calcio 1994, in cui fu sostituito, a ripresa in corso, da Mihails Zemļinskis.

## Statistiche

### Cronologia presenze e reti in Nazionale
| Cronologia completa delle presenze e delle reti in nazionale ― Lettonia | Cronologia completa delle presenze e delle reti in nazionale ― Lettonia | Cronologia completa delle presenze e delle reti in nazionale ― Lettonia | Cronologia completa delle presenze e delle reti in nazionale ― Lettonia | Cronologia completa delle presenze e delle reti in nazionale ― Lettonia | Cronologia completa delle presenze e delle reti in nazionale ― Lettonia | Cronologia completa delle presenze e delle reti in nazionale ― Lettonia | Cronologia completa delle presenze e delle reti in nazionale ― Lettonia |
| Data                                                                    | Città                                                                   | In casa                                                                 | Risultato                                                               | Ospiti                                                                  | Competizione                                                            | Reti                                                                    | Note                                                                    |
| ----------------------------------------------------------------------- | ----------------------------------------------------------------------- | ----------------------------------------------------------------------- | ----------------------------------------------------------------------- | ----------------------------------------------------------------------- | ----------------------------------------------------------------------- | ----------------------------------------------------------------------- | ----------------------------------------------------------------------- |
| 8-4-1992                                                                | Bucarest                                                                | Romania                                                                 | 2 – 0                                                                   | Lettonia                                                                | Amichevole                                                              | -                                                                       |                                                                         |
| 26-5-1992                                                               | Attard                                                                  | Malta                                                                   | 1 – 0                                                                   | Lettonia                                                                | Amichevole                                                              | -                                                                       |                                                                         |
| 10-7-1992                                                               | Liepāja                                                                 | Lettonia                                                                | 2 – 1                                                                   | Estonia                                                                 | Coppa del Baltico 1992                                                  | -                                                                       |                                                                         |
| 12-7-1992                                                               | Liepāja                                                                 | Lettonia                                                                | 2 – 3                                                                   | Lituania                                                                | Coppa del Baltico 1992                                                  | -                                                                       |                                                                         |
| 12-8-1992                                                               | Riga                                                                    | Lettonia                                                                | 1 – 2                                                                   | Lituania                                                                | Qual. Mondiali 1994                                                     | -                                                                       | 57’                                                                     |
| 26-8-1992                                                               | Riga                                                                    | Lettonia                                                                | 0 – 0                                                                   | Danimarca                                                               | Qual. Mondiali 1994                                                     | -                                                                       |                                                                         |
| 9-9-1992                                                                | Dublino                                                                 | Irlanda                                                                 | 4 – 0                                                                   | Lettonia                                                                | Qual. Mondiali 1994                                                     | -                                                                       |                                                                         |
| 23-9-1992                                                               | Riga                                                                    | Lettonia                                                                | 0 – 0                                                                   | Spagna                                                                  | Qual. Mondiali 1994                                                     | -                                                                       |                                                                         |
| 28-10-1992                                                              | Vilnius                                                                 | Lituania                                                                | 1 – 1                                                                   | Lettonia                                                                | Qual. Mondiali 1994                                                     | -                                                                       |                                                                         |
| 11-11-1992                                                              | Tirana                                                                  | Albania                                                                 | 1 – 1                                                                   | Lettonia                                                                | Qual. Mondiali 1994                                                     | -                                                                       |                                                                         |
| 2-6-1994                                                                | Riga                                                                    | Lettonia                                                                | 2 – 0                                                                   | Malta                                                                   | Amichevole                                                              | -                                                                       |                                                                         |
| 26-6-1994                                                               | Riga                                                                    | Lettonia                                                                | 1 – 3                                                                   | Georgia                                                                 | Amichevole                                                              | -                                                                       |                                                                         |
| 9-10-1994                                                               | Riga                                                                    | Lettonia                                                                | 1 – 3                                                                   | Portogallo                                                              | Qual. Euro 1996                                                         | -                                                                       | 65’                                                                     |
| 6-11-1994                                                               | Ozolnieki                                                               | Lettonia                                                                | 0 – 0                                                                   | Estonia                                                                 | Amichevole                                                              | -                                                                       |                                                                         |
| 15-11-1994                                                              | Eschen                                                                  | Liechtenstein                                                           | 0 – 1                                                                   | Lettonia                                                                | Qual. Euro 1996                                                         | -                                                                       |                                                                         |
| 8-3-1995                                                                | Budapest                                                                | Ungheria                                                                | 3 – 1                                                                   | Lettonia                                                                | Amichevole                                                              | -                                                                       | 11’                                                                     |
| 29-3-1995                                                               | Salisburgo                                                              | Austria                                                                 | 5 – 0                                                                   | Lettonia                                                                | Qual. Euro 1996                                                         | -                                                                       | 7’                                                                      |
| 3-6-1995                                                                | Oporto                                                                  | Portogallo                                                              | 3 – 2                                                                   | Lettonia                                                                | Qual. Euro 1996                                                         | -                                                                       | 60’                                                                     |
| 7-6-1995                                                                | Belfast                                                                 | Irlanda del Nord                                                        | 1 – 2                                                                   | Lettonia                                                                | Qual. Euro 1996                                                         | -                                                                       |                                                                         |
| 17-5-1998                                                               | Riga                                                                    | Lettonia                                                                | 1 – 5                                                                   | Israele                                                                 | Amichevole                                                              | -                                                                       | 54’                                                                     |
| 25-6-1998                                                               | Valga                                                                   | Estonia                                                                 | 0 – 2                                                                   | Lettonia                                                                | Coppa del Baltico 1998                                                  | -                                                                       | 38’                                                                     |
| 26-6-1998                                                               | Pärnu                                                                   | Andorra                                                                 | 0 – 2                                                                   | Lettonia                                                                | Amichevole                                                              | -                                                                       |                                                                         |
| Totale                                                                  |                                                                         | Presenze                                                                | 23                                                                      |                                                                         | Reti                                                                    | 0                                                                       |                                                                         |

## Palmarès

### Club
- Coppa di Lettonia: 1

Riga: 1999